# Георгиос Караискакис
Георгиос Караискос (на гръцки: Γεώργιος Καραΐσκος) или Георгиос Караискакис (на гръцки: Γεώργιος Καραϊσκάκης) е герой от гръцката война за независимост. Караискакос е каракачанин. В много ранна възраст той става арматол. Той е изключително пъргав, хитър, смел и безразсъден и в крайна сметка се издига до протопаликар или лейтенант. Още на 15 години е заловен от бойците на Али паша Янински и хвърлен в затвора в Янина.

След избухването на т.нар. гръцка война за независимост е привърженик на Йоанис Каподистриас, като участва в разбиването на първата обсада на Месолонги през 1823 г. и прави всичко възможно да свали и втората обсада на града през 1826 г. През същата година е назначен на командващ гръцките патриотични сили в Румели. Най-известната е победата му при Арахова. През 1827 г. прави неуспешен опит да разбие обсадата на Атина. Става най-известния юнак сред народа, въпреки загубата в битката при Пета. За него народът казвал: 
| „ | Където е Гого, там е победата. | “ |

Убит в сражение на 23 април 1827 г., след като е смъртоносно ранен от куршум в битка. Погребан в църквата „Свети Димитър“ на остров Саламин.
Награден посмъртно от крал Отон I с Големия кръст на Ордена на Спасителя. 